# Raus aus den Schulden
Raus aus den Schulden ist eine deutsche Doku-Soap, die der Fernsehsender RTL von 2007 bis 2019 ausstrahlte. Zwischen 2016 und 2018 gab es einzelne Sendungen wie Promispezials. In der Sendung zeigte der Schuldnerberater Peter Zwegat Möglichkeiten des Schuldenabbaus auf. Im Herbst 2021 gab es eine einmalige Neuauflage, bei welcher die Fälle durch Stilianos Brusenbach begleitet werden.

## Konzept
In jeder Folge wurde ein Fall geschildert, bei dem eine Einzelperson oder Personengruppe mit ihrer finanziellen Situation überfordert ist. Am Anfang stand die Aufstellung der Ein- und Ausgaben, um festzustellen, ob die Betroffenen in der Lage sind, ihren Zahlungsverpflichtungen nachzukommen, oder ob die Beteiligten über ihre Verhältnisse leben. Im Verlauf jeder Folge zeigte der Schuldnerberater Einsparmöglichkeiten und Lösungswege auf. Dabei musste er oft Überzeugungsarbeit leisten, denn oft waren seine Vorschläge mit tiefen Einschnitten in Lebensstil und -umfeld verbunden. Während die überschuldeten Protagonisten versuchten, Ratschläge umzusetzen, sprach er mit den Gläubigern oder eventuellen Geldgebern, um einen Weg aus der Situation zu finden. Arbeitslose versuchte er wieder in Arbeit zu bringen. Bei seiner Arbeit war er immer auf die vertrauensvolle Mitarbeit der Betroffenen angewiesen. Am Ende der Folge wurden nochmals Einnahmen und Ausgaben gegenübergestellt und die Wirkung seiner Maßnahmen sichtbar gemacht. Nach seiner Arbeit war es den Beteiligten oft möglich, die Schulden selbst oder mit Hilfe der Verbraucherinsolvenz abzutragen.

## Hintergrund
- Etwa fünf Millionen Menschen in Deutschland sind überschuldet. Rund drei Millionen Haushalte können ihren finanziellen Verpflichtungen aus eigener Kraft nicht mehr nachkommen. Einen Ausweg stellt in vielen Fällen nur ein Privatinsolvenzverfahren dar. Im Jahr 2007 gab es bundesweit rund 105.000 Privatinsolvenzen.[4]

- Die Sendereihe erreichte in der ersten Staffel bis zu fünf Millionen Zuschauer. Am 26. Oktober 2011 wurde die 100. Folge ausgestrahlt.

- Die Überschuldeten erhielten neben der kostenlosen Schuldnerberatung kein zusätzliches Geld für ihre Teilnahme.[5]

### Produktionsgesellschaft
Die gesamten ersten sechs Staffeln produzierte das Unternehmen probono Fernsehproduktion. Ab der achten Staffel übernahm die Produktionsgesellschaft frame by frame cologne die Leitung der Produktion. Dies geschah auf Wunsch von Peter Zwegat. frame by frame cologne hatte bereits in den ersten sieben Staffeln der Sendung einzelne Folgen der Produktion im Auftrag von probono hergestellt. In Branchendiensten wurde zunächst fälschlich berichtet, dass frame by frame cologne schon zur Halbzeit der siebten Staffel die Alleinverantwortung übernommen hatte.

## Auszeichnungen
- Nominierung für den Deutschen Fernsehpreis 2007 als Bester TV Coach
- Nominierung für den Grimme-Preis 2009 in der Kategorie Unterhaltung/Spezial
- Nominierung für die Goldene Kamera 2010 als Beste Coaching-Sendung
- Nominierung für den Deutschen Fernsehpreis 2010 als Bestes Dokutainment

## Ausstrahlung und Reichweite
Im Januar 2007 wurde eine Pilotfolge gesendet. Diese erreichte einen sehr guten Marktanteil von 23,6 Prozent in der werberelevanten Zielgruppe. Insgesamt sahen 4,86 Millionen Zuschauer bei 14,9 Prozent Marktanteil zu. Aufgrund dessen ging Raus aus den Schulden ab April des gleichen Jahres in Serie und wurde mit sechs Folgen ausgestrahlt. Ab September 2007 wurde die zweite Staffel gesendet.
Eine unvollständige Auflistung gemessener Einschaltquoten und Marktanteile veranschaulicht folgende Tabelle:
| Datum                                     | Zuschauer | Zuschauer       | Marktanteil | Marktanteil     | Quellen |
| Datum                                     | Gesamt    | 14 bis 49 Jahre | Marktanteil | Marktanteil     | Quellen |
| Datum                                     | Gesamt    | 14 bis 49 Jahre | Gesamt      | 14 bis 49 Jahre | Quellen |
| ----------------------------------------- | --------- | --------------- | ----------- | --------------- | ------- |
| 11. April 2007                            | –         | 2,56 Mio.       | –           | 20,3 %          | [ 9 ]   |
| 18. April 2007                            | 3,70 Mio. | 2,37 Mio.       | 12,0 %      | 18,4 %          | [ 10 ]  |
| 25. April 2007                            | 4,77 Mio. | 3,09 Mio.       | 16,9 %      | 26,7 %          | [ 11 ]  |
| 2. Mai 2007                               | 4,84 Mio. | 3,23 Mio.       | 16,7 %      | 26,0 %          | [ 12 ]  |
| 23. Mai 2007 (letzte Folge Staffel 1)     | 4,61 Mio. | 3,01 Mio.       | –           | 25,4 %          | [ 13 ]  |
| 5. September 2007 (erste Folge Staffel 2) | 4,12 Mio. | 2,71 Mio.       | –           | 21,6 %          | [ 8 ]   |
| 24. Oktober 2007                          | –         | 2,87 Mio.       | –           | 21,3 %          | [ 14 ]  |
| 5. Dezember 2007                          | 5,23 Mio. | –               | 17,2 %      | 24,2 %          | [ 15 ]  |
| 17. Januar 2008 (letzte Folge Staffel 2)  | 5,00 Mio. | 3,31 Mio.       | –           | 25,1 %          | [ 16 ]  |

### Sonderausgaben
Die letzte Folge der neunten Staffel – ausgestrahlt am 30. November 2011 – war erstmals in der Geschichte der Sendung eine Doppelfolge, da man laut RTL die doppelte Länge brauchte, um den äußerst verworrenen Fall detailliert darzustellen. Die Sendezeit einer einfachen Episode hätte nicht ausgereicht. Die Doppelfolge erreichte einen Marktanteil von 20,4 % in der werberelevanten Gruppe.
Am 14. Dezember 2016 und 23. April 2018 gab es zwei Promi-Spezials über Nadja Abd el Farrag.
Am 20. und 27. Mai 2018 strahlte RTL ein weiteres Immobilien-Spezial und Promi-Spezial über Tom Barcal aus.
Am 19. Juni 2019 strahlte RTL eine 2017 aufgezeichnete Sonderausgabe aus, in der Zwegat besondere Fälle aus zehn Jahren Raus aus den Schulden kommentierte.
Am 25. Oktober 2021 lief bei RTL eine Neuauflage mit Stilianos Brusenbach als Nachfolger von Peter Zwegat.

### Übersicht
Die folgende Tabelle veranschaulicht die Ausstrahlung der einzelnen Staffeln sowie deren gemessene Marktanteile in der werberelevanten Zielgruppe.
| Staffel | Folgen | Ausstrahlung                          | Marktanteil (14–49 J.) |
| Pilot   | 1      | 10. Januar 2007                       |                        |
| 1       | 7      | 11. April 2007 – 23. Mai 2007         | ø 23,6 %               |
| 2       | 15     | 5. September 2007 – 16. Januar 2008   | ø 21,2 %               |
| 3       | 13     | 5. März 2008 – 28. Mai 2008           | ø 22,4 %               |
| 4       | 14     | 3. September 2008 – 14. Januar 2009   | ø 20,3 %               |
| 5       | 13     | 4. März 2009 – 27. Mai 2009           | ø 21,7 %               |
| 6       | 15     | 2. September 2009 – 16. Dezember 2009 | ø 20,0 %               |
| 7       | 12     | 24. Februar 2010 – 19. Mai 2010       | ø 15,5 %               |
| 8       | 15     | 1. September – 8. Dezember 2010       | ø 17,4 %               |
| 9       | 12     | 31. August 2011 – 30. November 2011   | ø 18,2 %               |
| 10      | 13     | 5. September 2012 – 12. Dezember 2012 | ø 15,8 %               |
| 11      | 9      | 16. Oktober 2013 – 11. Dezember 2013  |                        |
| 12      | 1      | 2. Juli 2014                          |                        |
| 13      | 7      | 13. Juli 2015 – 24. August 2015       |                        |
| Pilot   | 1      | 25. Oktober 2021                      |                        |